# Стюрлер, Николай Карлович
Николай Карлович Стюрлер (Людвиг Никлаус фон Штюрлер, нем. Ludwig Niklaus von Stürler; 13 февраля 1784, Тун, Швейцарский союз — 15 (27) декабря 1825, Санкт-Петербург) — полковник, флигель-адъютант, командир лейб-гвардии Гренадерского полка.

## Биография
Николаус Людвиг Стюрлер по происхождению швейцарский немец, родившийся в семье чиновника.
По профессии —- канцелярский писарь. Входил в Берне в число членов масонской ложи.
В 1810 году швейцарский подданный Лагарп, бывший воспитатель великих князей Александра и Константина Павловичей, прислал его в Россию и письменно обратился к императору с просьбой покровительствовать своему земляку, в результате чего Стюрлер 7 апреля 1810 года из капитанов Швейцарской службы принят поручиком в Лейб-гвардии Семёновский полк.
9 марта 1812 года выступил с Лейб-гвардии Семёновским полком из Санкт-Петербурга в поход; участвовал во время всей ретирады (отхода) от г. Вильны до с. Бородина, где 24 и 25 августа в резерве, а 26-го участвовал в сражении при Бородино; 6 октября в ночной экспедиции при разбитии неприятельского корпуса при селении Тарутино в резерве; 11 октября под городом Малым Ярославцем и при дальнейшем преследовании неприятельских войск до границ Российской Империи находился в резерве.
Стюрлер был храбр и педантичен по службе. Храбрость Стюрлера и была отмечена Кульмским крестом, штабс-капитан, произведен в капитаны в 1814 г., позднее полковник.
С 3 апреля 1818 года по 19 марта 1820 года командир 1-го карабинерного полка, с 8 декабря 1821 года по 15 (27) декабря 1825 — командир лейб-гвардии Гренадерского полка. Стюрлер плохо владел русским языком.
14 (26) декабря 1825 г. смертельно ранен декабристом Петром Каховским во время восстания на Сенатской площади.
Встретив Стюрлера посреди самого скопища мятежников, у памятника Петра Великого, Каховский спросил его по-французски: «А вы, полковник, на чьей стороне?»
— «Я присягал императору Николаю и остаюсь ему верен», — отвечал Стюрлер.
Тогда Каховский выстрелил в него из пистолета, а другой офицер закричал: «Ребята! Рубите, колите его!» — и нанес ему сам два удара саблей по голове. Стюрлер, смертельно раненный, сделал с усилием несколько шагов, зашатался и упал.барон М. А. Корф
 Был доставлен с площади в один из близких домов, принадлежавший князю А. Я. Лобанову-Ростовскому. Как пишет Корф, в доме Лобанова Стюрлер скончался от ран на следующий день.
15 (27) декабря 1825 г. присвоено свитское звание флигель-адъютанта, в знак особой благодарности за его действия на Сенатской площади.
Портрет работы А. Г. Варнека находится в постоянной экспозиции Новосибирского художественного музея. Императору Николаю I были нужны герои, защищавшие устои государства от бунтовщиков, поэтому император поручил А. Г. Варнеку нарисовать портрет полковника Стюрлера.

## Награды
- Орден Святой Анны 2 степени (15.09.1813);
- Орден Святого Владимира 4 степени с бантом (15.09.1813);
- Серебряная медаль «В память Отечественной войны 1812 года».
- Прусский орден «Pour le Mérite» (10.1814);
- Прусский Кульмский крест (Знак отличия Железного креста).

## Семья
- Отец Карл Эмануил фон Стюрлер (нем. Karl Emanuel von Stürler).
- Мать Маргрит Саломе, урождённая Вольф (нем. Margrith Salome Wolf).
- Жена с 1819 Мария Ивановна, урождённая баронесса Зальца (нем. Maria Helene von Salza; 1798—1883)
- Двое детей:
  - Дочь Мария (1822—1902) — замужем за В. И. Вестманом
  - Сын Александр (1825—1901) — генерал от кавалерии (1883), входил в свиту императорского двора, имел множество высоких наград и титул графа.